# Guillem Colom (Germanies)
Guillem Colom (Mallorca, s. X- Ciutat de Mallorca, 1523), paraire agermanat de la Ciutat de Mallorca. El 20 de desembre del 1521 va ser designat jurat de la Ciutat de Mallorca per Joanot Colom. Fou un dels ambaixadors que s'embarcaren cap a Barcelona amb la intenció de parlar amb el rei Carles I (1522). Fou executat al castell de Bellver, a les forques dels ambaixadors, el 3 d'octubre del 1523 i els seus béns foren confiscats.